# Vaskonmäki
Vaskonmäki är en kulle i Finland.   Den ligger i den ekonomiska regionen  Helsingfors  och landskapet Nyland, i den södra delen av landet, 25 km norr om huvudstaden Helsingfors. Toppen på Vaskonmäki är 58 meter över havet.
Terrängen runt Vaskonmäki är platt. Runt Vaskonmäki är det tätbefolkat, med 442 invånare per kvadratkilometer. Närmaste större samhälle är Vanda, 18,6 km sydost om Vaskonmäki. I omgivningarna runt Vaskonmäki växer i huvudsak barrskog.